# Carl Gottlieb Reissiger
Carl Gottlieb Reissiger (født 31. januar 1798 i Belzig, død 7. november 1859 i Dresden) var en tysk komponist. Han var bror til Friedrich August Reissiger.
Reissiger, der var elev af Thomasskolen i Leipzig, optrådte tidlig som sanger og pianist og blev efter nogle rejse- og studieår (blandt andet i Italien) leder af den tyske opera i Dresden efter Marschner, i hvilken stilling Reissiger forblev til sin død. Han var en frugtbar komponist i den folkelig-Weberske retning; af hans operaer fik Die Felsenmühle stor udbredelse, af hans andre værker særlig sangene og klaverværkerne, hvoriblandt den såkaldte Webers letzter Gedanke i Valses, opus 62 — dog ikke således betegnet af Reissiger selv.